# Ulica Tarniny w Warszawie
Ulica Tarniny – ulica w Warszawie, w dzielnicy Mokotów na terenie Służewa. Współcześnie obejmuje dwa niepołączone ze sobą fragmenty dawnego przebiegu tej ulicy sprzed budowy osiedla Służew nad Dolinką w latach 70. XX wieku, przy czym użycie nazwy usankcjonowane jest uchwałą rady miasta tylko dla jednego z nich.

## Historia
Plany miasta sprzed lat 70. XX wieku jako ulicę Tarniny przedstawiają odcinki drogi przebiegające po obu stronach Potoku Służewieckiego na wysokości obecnego parku Dolina Służewska oraz parku wokół Stawu Służewieckiego. Wraz z budową osiedli Służewa nad Dolinką, a następnie Ursynowa Północnego, oraz towarzyszącej im nowej infrastruktury komunikacyjnej poszczególne fragmenty zaczęły ulegać zatarciu. W 2012 roku w ramach porządkowania nazewnictwa ulic na Mokotowie stwierdzono, że nie jest znana podstawa prawna funkcjonowania nazwy ulicy Tarniny. W związku z tym Rada miasta stołecznego Warszawy przyjęła uchwałę, w której nazwę tę oficjalnie nadała kilkudziesięciometrowemu odcinkowi dawnego przebiegu, jedynemu przy którym pozostała nieruchomość posiadająca adres przypisany do tej ulicy.

## Przebieg
Oficjalny przebieg ulicy Tarniny stanowi kilkudziesięciometrowy, nieutwardzony odcinek w parku Dolinka Służewska na północ od Potoku Służewieckiego, będący w istocie parkową ścieżką. Przy odcinku tym pod adresem Tarniny 7 znajdują się resztki zabudowań jednego z gospodarstw dawnej wsi Służew.
Drugi odcinek ulicy Tarniny biegnie współcześnie jako droga wewnętrzna od ulicy Sulimy na północ od Stawu Służewieckiego przy biurowcach University Business Center w kierunku zachodnim do skrzyżowania z ulicą Szturmową i dalej przez teren należący do Wydziału Zarządzania Uniwersytetu Warszawskiego (choć adres samego wydziału to ul. Szturmowa 3). Ulica kończy się skrzyżowaniem z ulicą Modzelewskiego. W pobliżu tego skrzyżowania znajduje się przystanek autobusowy noszący nazwę Tarniny.

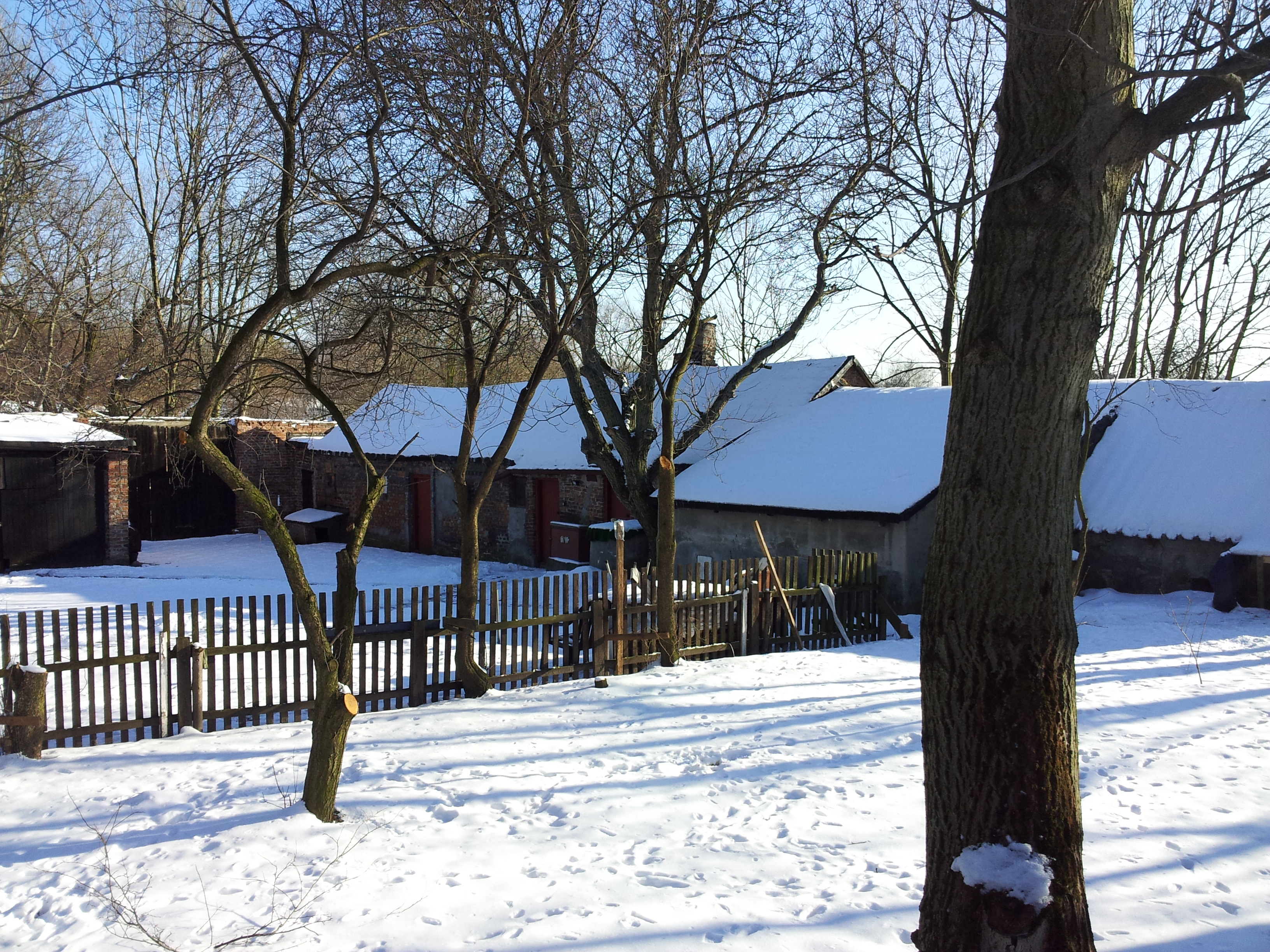
Pozostałości gospodarstwa przy ul. Tarniny 7

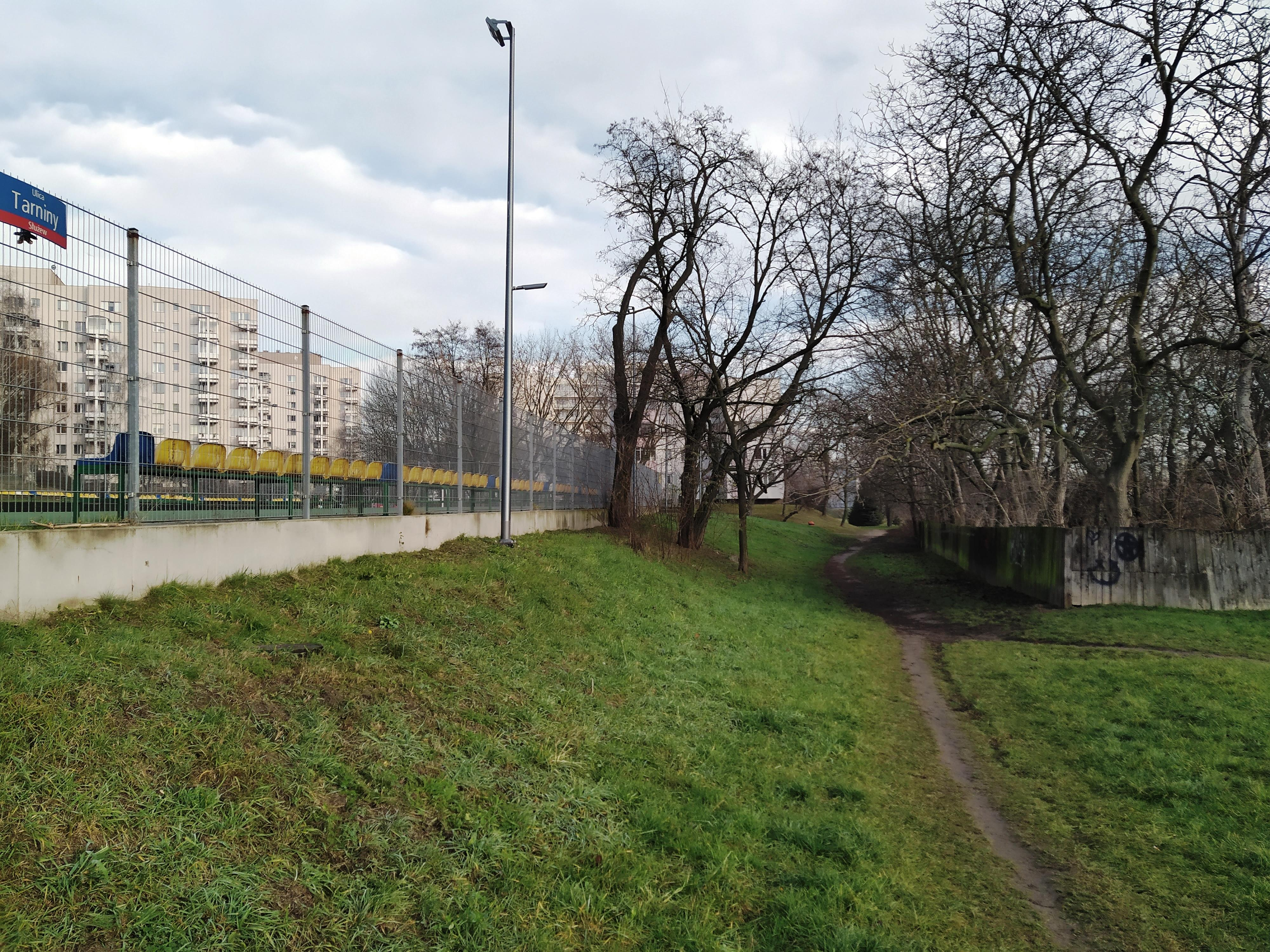
Ulica Tarniny jako ścieżka w parku Dolina Służewska